# Eleni Wasiliu
Eleni Wasiliu (grec. Ελένη Βασιλείου; ur. 29 lipca 1974 w Nikiei) – grecka koszykarka, występująca na pozycji silnej skrzydłowej, reprezentantka kraju, olimpijka.

## Osiągnięcia
Na podstawie, o ile nie zaznaczono inaczej.

### Drużynowe
- Mistrzyni Grecji (1991, 1993–1997, 1999, 2003)
- Wicemistrzyni Grecji (2011)
- 3. miejsce w Pucharze Europy Mistrzyń Krajowych (1991)
- Zdobywczyni Pucharu Grecji (1996, 1999, 2004, 2005)
- Finalistka Pucharu Grecji (1998, 2001, 2006, 2010)

### Indywidualne
- Uczestniczka meczu gwiazd ligi greckiej (2007)[2]

### Reprezentacja
Seniorska
- Uczestniczka:
  - igrzysk olimpijskich (2004 – 7. miejsce)[3][4]
  - mistrzostw Europy (2003 – 9. miejsce, 2005 – 10. miejsce, 2005 – 10. miejsce, 2007 – 13. miejsce)[5][6][7]
  - kwalifikacji do Eurobasketu (1999, 2001)
  - turnieju FIBA Diamond Ball (2004 – 4. miejsce)[8]

Młodzieżowe
- Uczestniczka mistrzostw Europy:
  - U–18 (1990 – 12. miejsce, 1992 – 10. miejsce)[9][10]
  - U–16 (1991 – 5. miejsce)[11]